# Bretxa de Fulton

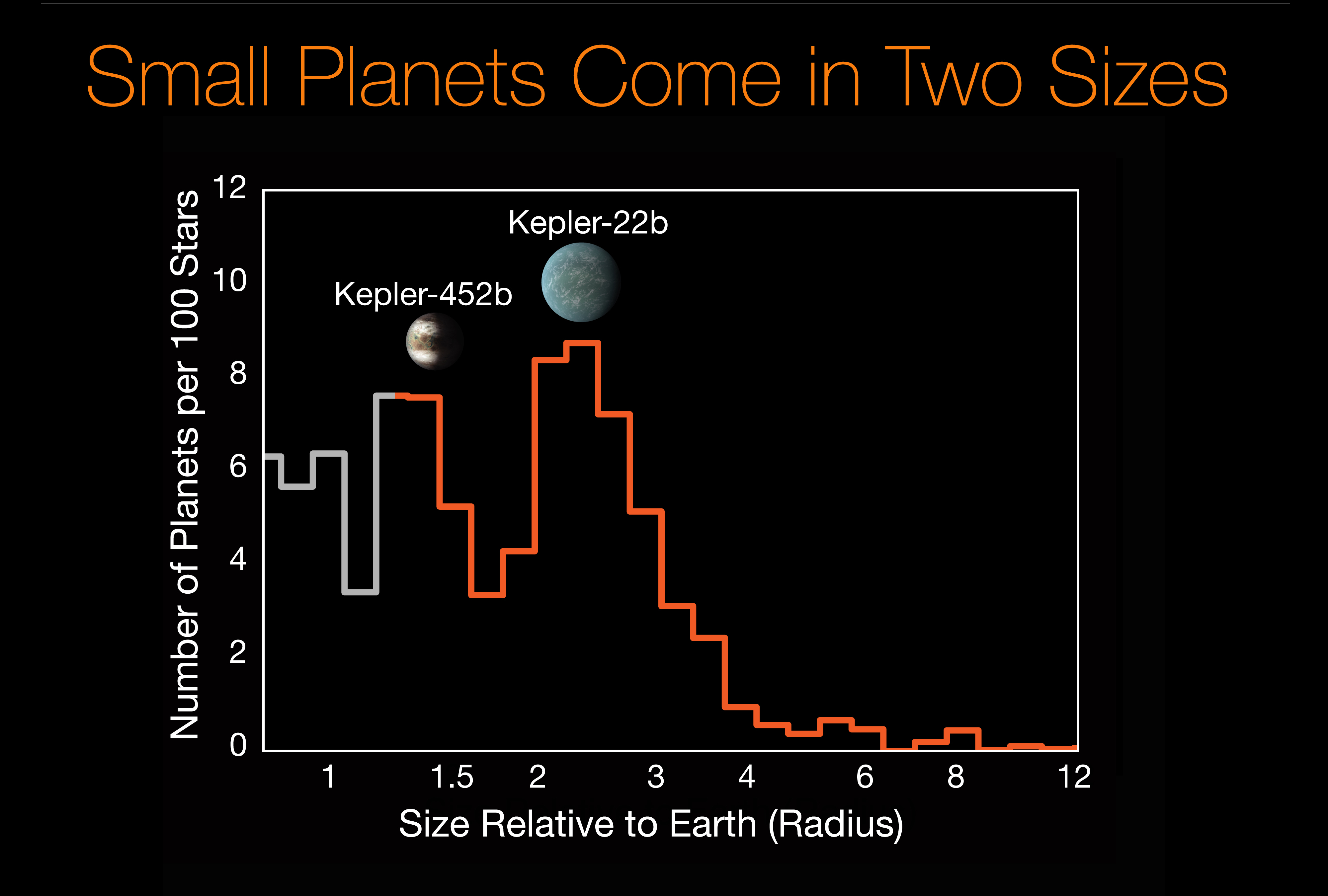
Aquesta trama il·lustra la "bretxa" del radi

La bretxa de Fulton vall de fotoevaporació, o Desert subnepturià) és una escassetat observada de planetes amb radis entre 1,5 i 2 vegades el radi de la Terra, probablement a causa de la pèrdua de massa provocada per la fotoevaporació. L'any 2011 es va observar una bimodalitat a la població d'exoplanetes de Kepler i s'atribueix a l'absència d'atmosferes gasoses significatives en planetes propers i de poca massa. Es va assenyalar que aquesta característica podria confirmar una hipòtesi emergent que la fotoevaporació podria provocar la pèrdua de massa atmosfèrica. Això conduiria a una població de nuclis rocosos nus amb radis més petits a petites separacions de les seves estrelles mares, i planetes amb embolcalls gruixuts dominats per hidrogen i heli amb radis més grans a separacions més grans. La bimodalitat en la distribució es va confirmar amb dades de major precisió de la Missió del 2017, que es va demostrar que coincideix amb les prediccions de la hipòtesi de pèrdua de massa fotoevaporativa més tard aquell any.
Malgrat la implicació de la paraula "bretxa", la bretxa de Fulton en realitat no representa un rang de radis completament absent de la població observada d'exoplanetes, sinó més aviat un rang de radis que semblen ser relativament poc freqüents. Com a resultat, sovint s'utilitza "vall" en lloc de "gap". El terme específic "bretxa de Fulton" rep el nom de Benjamin J. Fulton, la tesi doctoral del qual incloïa mesures de precisió del radi que confirmaven l'escassetat de planetes entre 1,5 i 2 radis terrestres, pel qual va guanyar el Premi Robert J. Trumpler, tot i que ja l'any 2011 s'havia observat l'existència d'aquesta bretxa de radi juntament amb els seus mecanismes subjacents, 2012 i l'any 2013.
Dins del model de fotoevaporació d'Owen i Wu, la bretxa del radi sorgeix ja que els planetes amb atmosferes H/He que doblen el radi del nucli són els més estables a la pèrdua de massa atmosfèrica. Els planetes amb atmosferes més grans que aquesta són vulnerables a l'erosió i les seves atmosferes evolucionen cap a una mida que duplica el radi del nucli. Els planetes amb atmosferes més petites pateixen una pèrdua descontrolada, deixant-los sense atmosfera dominada per H/He.

## Altres possibles explicacions
- Acreció de gas fugitiva per planetes més grans..[13]
- Biaix observacional que afavoreix la detecció més fàcil de planetes oceànics calents amb atmosferes de vapor esteses.[14]